# 维什科夫
维什科夫（捷克語：Vyškov，捷克語發音：[ˈvɪʃkof]，维绍）是捷克南摩拉維亞州的一个市镇，人口约22,300人。

## 友好城市
- 法國 奥朗日[1]
- 法國 干邑[2]
- 波蘭 雅罗斯瓦夫（2001年起）[3]
- 德国 德伯爾恩